# استیو ای. جونز
 استیو ای. جونز (انگلیسی: Steven E. Jones؛ زاده ۲۵ مارس ۱۹۴۹) یک فیزیک‌دان اهل ایالات متحده آمریکا است.